# Cuyahoga River
Der Cuyahoga River (ˌkaɪəˈhɔgə) ist ein Fluss im Nordosten von Ohio in den Vereinigten Staaten. Der Name des Flusses bedeutet in der Sprache der Irokesen Crooked River (deutsch in etwa „Gewundener Fluss“).

## Verlauf
Der Fluss beginnt seinen Lauf eigentlich in der Hambden Township, wird aber offiziell erst durch den Zusammenfluss von East Branch und West Branch Cuyahoga River in Burton gebildet. Von dort fließt er südwärts nach Cuyahoga Falls, wo er scharf nach Norden biegt, und durch den Cuyahoga-Valley-Nationalpark (CUVA oder CVNP) im Norden des Summit Countys und im Süden des Cuyahoga Countys. Er durchfließt die Städte Independence, Valley View, Cuyahoga Heights, Newburg Heights und Cleveland, bevor er sich in den Eriesee ergießt. Der Cuyahoga River und seine Nebenflüsse entwässern ein Einzugsgebiet von 2.095 km², das sich über sechs Countys erstreckt.
Der Fluss ist in geologisch relativ junger Vergangenheit entstanden, als während der letzten Eiszeit die Gletscher vorstießen und sich wieder zurückzogen. Durch den letzten glazialen Rückzug vor etwa zehn- bis zwölftausend Jahren wurde bei Akron das Einzugsgebiet stark verändert. Dadurch wurde der ursprünglich nach Süden fließende Fluss nach Norden umgelenkt. Dabei suchte er sich seinen mäandrierenden Weg durch die Moränenlandschaft. Die Tiefe des Flussbettes erreicht dabei in der Regel 90 bis 180 cm.

## Geschichte

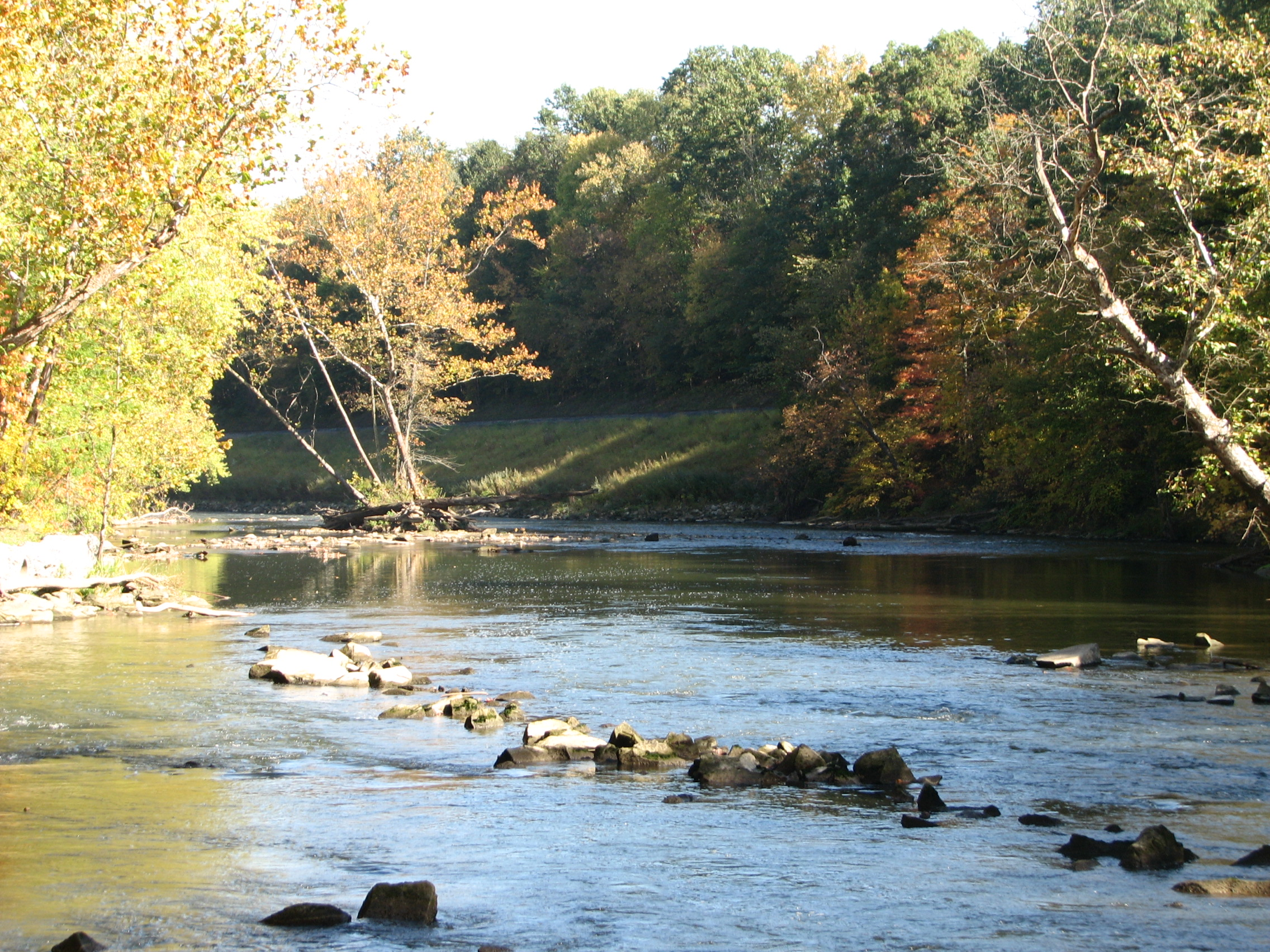
Blick auf den Fluss vom Leinpfad des Ohio-Erie-Kanals

Der Landvermesser Moses Cleaveland, der mit der Erkundung der Connecticut Western Reserve beauftragt war, erreichte die Mündung des Flusses 1796 und entschied sich dazu, an der Stelle eine Siedlung anzulegen, das heutige Cleveland.
Der Fluss bildete einen Teil der Linie, die 1795 mit dem Vertrag von Greenville zur westlichen Grenze der Vereinigten Staaten wurde.

## Umweltprobleme
Durch die Industrialisierung und die weitgehend unkontrollierte Einleitung von Abwässern ab Mitte des 19. Jahrhunderts war der Fluss zu dieser Zeit eine Kloake. Öl, brennbare Chemieabfälle, Tierabfälle von Schlachtereien und sonstige Abfälle gelangten ungeklärt hinein. Dieses brennbare Gebräu schwamm auf der Oberfläche, sodass der Fluss selbst brennen konnte. Zudem bezog Cleveland sein Wasser aus dem Eriesee, in den der Fluss mündet. Feuer auf dem Fluss plagten die Anrainer über mehr als drei Jahrzehnte hinweg. Ein Funke von einer Lötlampe setzte 1936 Schwemmgut und treibendes Öl in Brand. Das größte Feuer auf dem Fluss verursachte 1952 mehr als eine Million US-Dollar Sachschaden an Wasserfahrzeugen, Brücken und Bauwerken am Ufer. Noch einige weitere Male stand der Fluss in Flammen, bis der Brand vom 22. Juni 1969 die Aufmerksamkeit des Magazins Time erregte. Der damalige Artikel beschrieb den Cuyahoga River als Fluss, der „eher sickert als fließt“ und in dem eine Person „nicht ertrinkt, sondern verfault“.
Der Brand des Cuyahoga River von 1969 beschleunigte die Bemühungen zur Kontrolle von Einleitungen in den Fluss und führte 1972 zum Clean Water Act, dem Great Lakes Water Quality Agreement und der Gründung der United States Environmental Protection Agency. Die Ereignisse haben sich auch in der populären Kultur niedergeschlagen, etwa in Randy Newmans Lied Burn On (1972), R.E.M.s Cuyahoga (1986) und Adam Agains 1992 entstandenem Titel River on Fire.
Ab den 1980er Jahren hat sich die Wasserqualität entscheidend verbessert und so wurde der Fluss 1998 mit dreizehn weiteren als American Heritage River eingestuft. Die Verschmutzung blieb ein Problem, unter anderem durch städtischen Regenwasserabfluss, diffuse Umweltverschmutzung und Überlaufwasser aus Mischwasserkanälen, wegen der vielen Staudämme auch durch stehendes Wasser. Aus diesem Grund hat die Umweltschutzbehörde das Einzugsgebiet des Cuyahoga River mit 42 anderen Gebieten im Bereich der Großen Seen als gefährdet eingestuft.

## Wasserbau

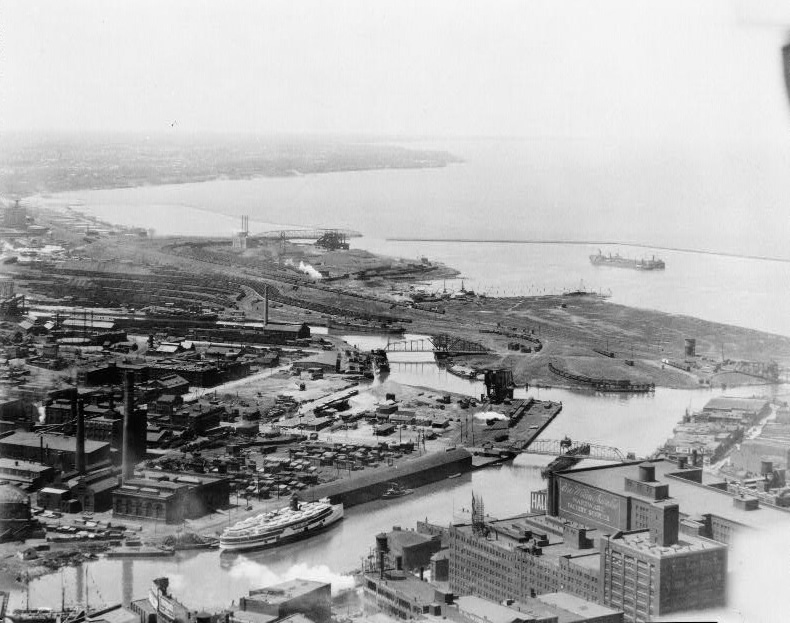
Die Mündung in den Eriesee in Cleveland um 1920

Der Unterlauf des Flusses war Gegenstand zahlreicher Veränderungen. Ursprünglich mündete der Cuyahoga etwa 700 Meter westlich der heutigen Mündung in den Eriesee. Die heutige Mündung unmittelbar westlich des Stadtkerns von Cleveland wurde künstlich geschaffen und erlaubt die ungehinderte Einfahrt von Schiffen aus dem See in den Fluss und umgekehrt. Das U.S. Army Corps of Engineers baggert den sonst flachen Fluss auf den unteren acht Kilometern regelmäßig auf eine Tiefe von acht Metern aus, so dass Frachter aus den Großen Seen die Industriebetriebe in den Flats erreichen können. Um die Schifffahrt zu erleichtern, wurden darüber hinaus die Ufer begradigt und Wendebecken eingebaut.
Die United States Coast Guard setzt am Eriesee und am Unterlauf des Cuyahoga River Eisbrecher ein, um das allwinterliche Zufrieren der Schifffahrtswege hinauszuzögern.
Zum Zweck des Hochwasserschutzes wurden in der Vergangenheit verschiedene Maßnahmen getroffen. Dazu gehören der Bau von Staudämmen und Deichen sowie das Ausbaggern des Flussbettes. Da zahlreiche Siedlungen im Cuyahoga-Becken nur geringfügig oberhalb des Flusses liegen, können starke Niederschläge oder plötzlich einsetzendes Tauwetter zu schweren Überschwemmungen in diesen Bereichen führen.
Der Oberlauf des Cuyahoga fällt relativ schnell ab und erzeugt so an manchen Stellen Stromschnellen und Wasserfälle. Der Unterlauf verliert nur wenig an Höhe, so dass die Fließgeschwindigkeit relativ gering ist und der Ablauf des Wassers längere Zeit in Anspruch nimmt als am Oberlauf. Insbesondere kommt die Schifffahrt in den Flats ohne Schleusen aus.
| RM    | Koordinaten                  | Höhe  | Lage              | County  | Beschreibung |
| ----- | ---------------------------- | ----- | ----------------- | ------- | --- |
| 20,71 | 41° 19′ 15″ N, 81° 35′ 15″ W |       |                   |         | Ohio and Erie Canal Diversion Dam, 1825–1827 erbaut. Der Staudamm zur Ableitung des Wassers zum Ohio-Erie-Kanal befindet sich unter der Brücke der Ohio State Route 82 über das Flusstal. |
| 45,8  | 41° 7′ 23″ N, 81° 29′ 50″ W  | 256 m |                   | Summit  | Gorge Metropolitan Park Dam, 1912 erbaut, zwischen SR 8 North Main Street-State Road und SR 59 Front Street Bridge                                                                        |
| 49,9  | 41° 8′ 14″ N, 81° 28′ 53″ W  | 307 m | Cuyahoga Falls    | Summit  | Cuyahoga Falls Low Head Dam, zwischen Portage Trail und SR 8/SR 59 Bridge |
| 54,8  | 41° 9′ 12″ N, 81° 21′ 35″ W  |       | Kent              | Portage | Kent Dam, zwischen West Main Street und SR 59/SR 43 Haymaker Parkway Bridge |
| 57,97 | 41° 10′ 58″ N, 81° 19′ 51″ W | 324 m | Franklin Township | Portage | Lake Rockwell Dam, zwischen Ravenna Road und SR 14 Cleveland-East Liverpool Road Bridge                                                                                                   |

### Staudamm zur Einleitung in den Ohio-Erie-Kanal
Der Staudamm von Brecksville, der sich rund 32 Kilometer von der Mündung entfernt befindet, ist der erste Damm flussaufwärts vom Eriesee und hat daher die größten Auswirkungen auf die Wanderung von Fischen.

### Gorge Metropolitan Park Dam

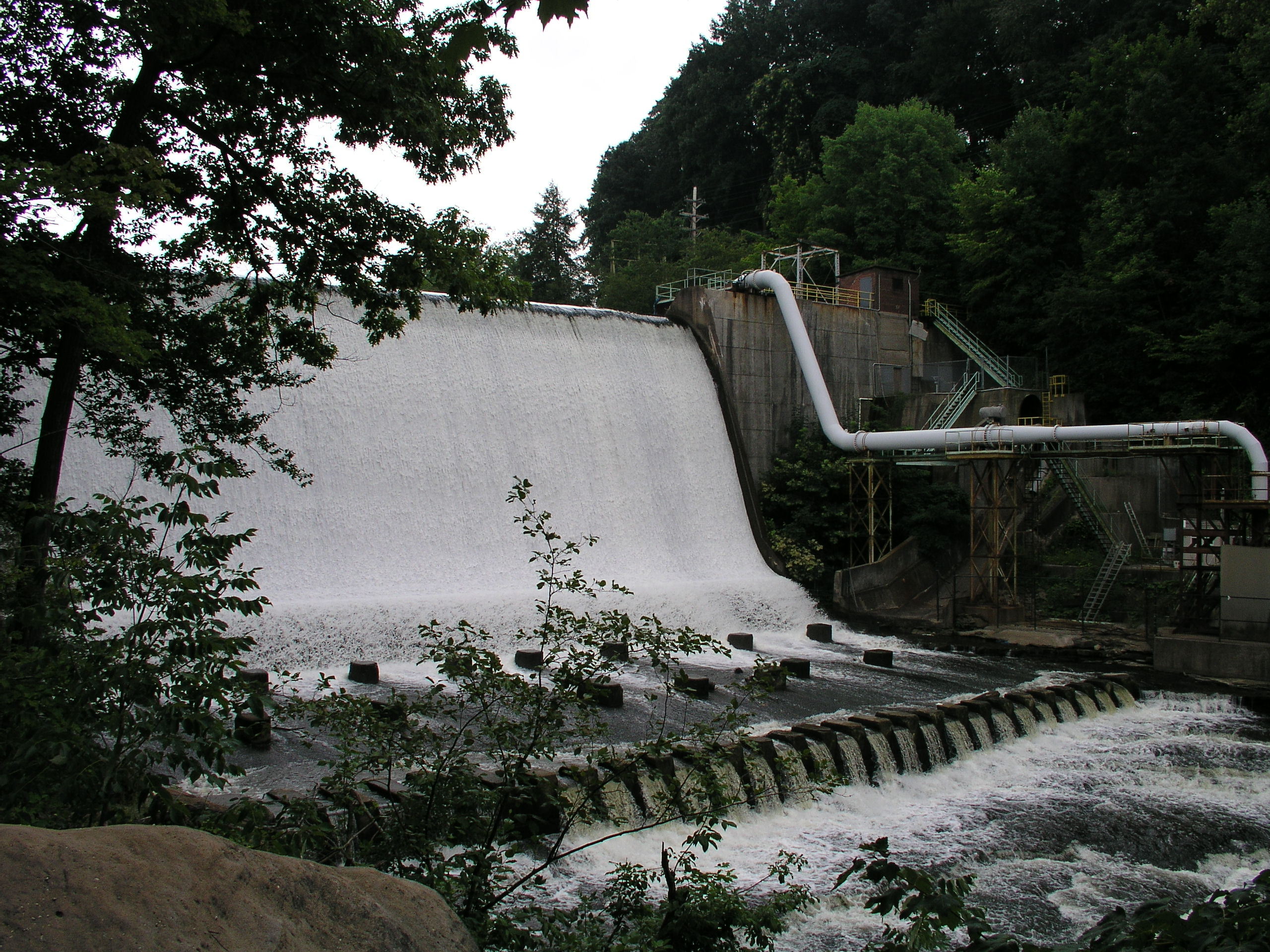
FirstEnergy Dam

Der größte Staudamm am Fluss ist der Gorge Metropolitan Park Dam (auch FirstEnergy Dam), der an der Stadtgrenze zwischen Cuyahoga Falls und Akron liegt. Der Damm hat eine Höhe von rund 17 Metern. Durch den Damm sind die Wasserfälle, die der Stadt Cuyahoga Falls den Namen gaben, seit dem Bau des Staudammes überflutet. Das Wasser des so entstandenen ausgedehnten Stausees hat eine niedrige Sauerstoffsättigung.
Der Staudamm wurde 1912 durch die Northern Ohio Traction & Light Co. erbaut und diente zwei Zwecken: der Energieerzeugung durch Wasserkraft und als Kühlwasserspeicher für ein Kohlekraftwerk. Die Energieerzeugung wurde 1958 eingestellt und das Kohlekraftwerk wurde 1991 stillgelegt. Verschiedene Umweltschutzgruppen haben die Entfernung des Staudamms verlangt. Gegner dieses Vorschlages berufen sich darauf, dass der einst hohle Damm zu Beginn der 1990er Jahre vollständig mit Beton verfüllt wurde und dass sich oberhalb des Staudammes aufgrund der industriellen Vergangenheit von Cuyahoga Falls mit Schwermetallen und polychlorierten Biphenylen kontaminierte Sedimente angesammelt haben. Die Ohio EPA schätzt die Kosten für den Abriss des Staudamms auf 5 bis 10 Millionen US-Dollar und für die Sanierung verseuchter Sedimente auf weitere 60 Millionen US-Dollar. Der Staudamm hat eine Betriebserlaubnis bis 2041.
Das in Fairlawn, Ohio beheimatete Unternehmen Advanced Hydro Solutions (AHS) beantragte die Wiederaufnahme der Stromerzeugung und begründete das mit einer Verringerung der Schadstoffausstöße. Mit dem Projekt würde elektrische Energie für etwa 2000 Haushalte produziert. Dieser Plan stieß auf Widerstand von Umweltschutzgruppen, der Parkverwaltung, dem United States Department of the Interior und der Ohio EPA. Es wurde befürchtet, dass das Projekt zu mehr Erosion führen und den malerischen Charakter des Flusses unterhalb des Dammes durch die Einschränkung des Wasserdurchflusses stören würde. Am 25. Mai 2007 bestätigte ein Bundesberufungsgericht das Urteil eines niedrigeren Gerichts, nach dem MetroParks, die Servicegesellschaft des Parks, das Recht hatte, die Durchführung von Tests vor Ort zu verweigern. MetroParks gehört dem Summit County. Am 14. Juni 2007 stellte die Federal Energy Regulatory Commission (FERC) das Antragsverfahren von AHS vorläufig ein, ohne zu einer Entscheidung zu kommen, weil das Unternehmen Fristen nicht beachtet hatte. Die Wiederaufnahme des Verfahrens wurde offen gehalten, sofern AHS die erforderlichen Studienergebnisse vorlegt. Die endgültige Entscheidung der FERC ist für den Juli 2009 angesetzt.
Am 9. April 2019 präsentierten Mitarbeiter der US-EPA und der Ohio-EPA ihren Plan, den Gorge Metropolitan Park Dam im Jahr 2023 rückzubauen.

### Staudamm in Munroe Falls
Mit einem weiteren Staudamm in Kent hat der Staudamm in Munroe Falls eine größere Auswirkung auf die Wasserqualität, als das Bauwerk im Gorge Metropolitain Park, da hier das Strömungsgefälle geringer ist. Aus diesem Grund verlangt die Ohio EPA von den Kommunen Maßnahmen, um diese Auswirkungen zu beseitigen.
Der Staudamm in Munroe Falls wurde zunächst 2005 umgebaut, Im Verlaufe dieser Arbeit stellte sich heraus, dass es an dieser Stelle einen natürlichen Wasserfall gab. Mit diesem neuen Kenntnissen setzten sich einige interessierte Seiten, darunter die Verwaltung des Summit Countys, für die vollständige Entfernung des Staudamms ein. Der Plan wurde überarbeitet und durch den Stadtrat von Munroe Falls am 27. September 2005 genehmigt. Der aus Sandsteinblöcken errichtete Damm wurde entfernt und das Wasser fällt hier nun etwa 130 cm hoch von einer natürlichen Kante.

### Staudamm bei Kent
Der Staudamm in Kent wurde 2004 umgangen.

## Namensvarianten
Historisch war der Fluss unter verschiedenen abweichenden Namen bekannt:
| - Cajahage River - Cayagaga River - Cayahoga River - Cayhahoga River - Cayohoga River - Cujahaga River - Cuyohaga River - Gichawaga Creek | - Goyahague River - Gwahago River - River de Saguin - Rivière Blanche - Rivière à Seguin - Saguin River - Yashahia - Cayahaga River | - Cayanhoga River - Cayhoga River - Coyahoga River - Cuyahoga River - Guyahoga River - Gwahoga River - Kiahagoh River - White River |

## Nebenflüsse
In den Cuyahoga River münden neben einer Vielzahl unbenannter Zuflüsse auch die folgenden Nebenflüsse:
| RM         | Koordinaten                  | Höhe  | Zufluss                    | Gemeinde               | County                       | Beschreibung                                                                                  |
| ---------- | ---------------------------- | ----- | -------------------------- | ---------------------- | ---------------------------- | --------------------------------------------------------------------------------------------- |
|            | 41° 29′ 32″ N, 81° 42′ 53″ W | 176 m | Old River                  | Cleveland              | Cuyahoga                     | bei Division Avenue/River Road                                                                |
| 4,46       | 41° 28′ 52″ N, 81° 40′ 36″ W | 177 m | Kingsbury Run              |                        | Cuyahoga                     | in der Nähe von Independence Road und Rockefeller Avenue                                      |
| 5,05       | 41° 28′ 10″ N, 81° 40′ 10″ W | 177 m | Morgan Run                 |                        | Cuyahoga                     | in der Nähe von Independence Road und Pershing Avenue                                         |
| 5,29–5,4   | 41° 27′ 50″ N, 81° 40′ 45″ W | 176 m | Burk Branch                |                        | Cuyahoga                     |                                                                                               |
| 7,2        | 41° 26′ 45″ N, 81° 41′ 9″ W  | 176 m | Big Creek                  |                        | Cuyahoga                     | in der Nähe von Jennings Road, Harvard Avenue und Valley Road                                 |
| 10,84–11,4 | 41° 25′ 0″ N, 81° 38′ 47″ W  | 180 m | West Creek                 |                        | Cuyahoga                     | in der Nähe von SR-17 Granger Road, Valley Belt Road und I-77                                 |
| 11,4       | 41° 24′ 57″ N, 81° 38′ 22″ W | 179 m | Mill Creek                 |                        | Cuyahoga                     | bei Canal Road und Warner Road                                                                |
| 16,36      | 41° 21′ 54″ N, 81° 36′ 35″ W | 186 m | Tinkers Creek              |                        | Cuyahoga, Summit und Portage | bei Canal und Tinkers Creek Road                                                              |
| 18,08      |                              |       | Abfluss vom Willow Lake    |                        |                              |                                                                                               |
| 20,88      | 41° 19′ 7″ N, 81° 35′ 13″ W  | 191 m | Chippewa Creek             |                        | Cuyahoga und Summit          | bei Chippewa Creek Drive und Riverview Road                                                   |
| 24,16      | 41° 17′ 10″ N, 81° 33′ 50″ W | 194 m | Brandywine Creek           |                        | Summit                       | an der Highland Road                                                                          |
| 25,72      | 41° 16′ 25″ N, 81° 33′ 51″ W | 197 m | Stanford Run               |                        | Summit                       | an der Stanford Road                                                                          |
|            | 41° 15′ 42″ N, 81° 33′ 29″ W | 198 m | Grannys Run                |                        | Summit                       | bei Boston Mills Road und Riverview Road                                                      |
| 28,79      | 41° 14′ 35″ N, 81° 33′ 13″ W | 210 m | Slipper Run                |                        | Summit                       | an SR-303 (Main Street/West Streetsboro Road) und Riverview Road                              |
| 28,98      | 41° 14′ 34″ N, 81° 32′ 59″ W | 206 m | Boston Run                 |                        | Summit                       | bei East und West Mill Street                                                                 |
| 29,24      |                              |       | Peninsula Creek            |                        | Summit                       |                                                                                               |
| 29,82      | 41° 13′ 58″ N, 81° 32′ 57″ W | 210 m | Haskell Run                |                        | Summit                       | an der Akron-Peninsula Road                                                                   |
| 30,26      | 41° 13′ 42″ N, 81° 32′ 59″ W | 211 m | Salt Run                   |                        | Summit                       | bei Akron-Peninsula Road und Truxell Road                                                     |
| 30,66      | 41° 13′ 34″ N, 81° 33′ 6″ W  | 213 m | Dickerson Run              |                        | Summit                       |                                                                                               |
| 31,47      | 41° 13′ 3″ N, 81° 33′ 35″ W  | 213 m | Langes Run                 |                        | Summit                       |                                                                                               |
| 32,3       | 41° 12′ 30″ N, 81° 33′ 46″ W | 216 m | Robinson Run               |                        | Summit                       |                                                                                               |
| 33,08      | 41° 12′ 10″ N, 81° 34′ 11″ W | 216 m | Furnace Run                |                        | Summit und Cuyahoga          |                                                                                               |
| 37,16      | 41° 9′ 47″ N, 81° 34′ 25″ W  | 222 m | Yellow Creek               |                        | Summit and Medina            |                                                                                               |
| 37,26      | 41° 9′ 42″ N, 81° 34′ 25″ W  | 222 m | Woodward Creek             |                        | Summit                       |                                                                                               |
| 39,12      | 41° 8′ 24″ N, 81° 33′ 37″ W  | 225 m | Sand Run                   |                        | Summit                       |                                                                                               |
| 39,78      | 41° 8′ 17″ N, 81° 33′ 5″ W   | 225 m | Mud Brook                  |                        | Summit                       |                                                                                               |
| 42,27      | 41° 7′ 9″ N, 81° 31′ 45″ W   | 231 m | Little Cuyahoga River      |                        | Summit                       |                                                                                               |
| 52,1       | 41° 8′ 26″ N, 81° 23′ 56″ W  | 306 m | Fish Creek                 | Stow                   | Summit und Portage           | an der North River Road zwischen Marsh Road und Verner Road                                   |
| 53,7       | 41° 8′ 32″ N, 81° 22′ 24″ W  | 308 m | Plum Creek                 | Kent                   | Portage                      | bei Cherry Street und Mogadore Road                                                           |
| 56,8       | 41° 10′ 13″ N, 81° 20′ 17″ W | 313 m | Breakneck Creek            | Kent/Franklin Township | Portage                      | bei River Bend Boulevard und Beechwold Drive                                                  |
| 57,6–57,97 |                              |       | Twin Lakes Outlet          |                        |                              |                                                                                               |
| 59,95      | 41° 11′ 19″ N, 81° 16′ 40″ W | 326 m | Eckert Ditch               |                        | Portage                      |                                                                                               |
| 63,45      | 41° 14′ 9″ N, 81° 18′ 46″ W  | 338 m | Yoder Ditch                |                        | Portage                      |                                                                                               |
| 65,19      |                              |       | Bollingbrook, Portage      |                        |                              |                                                                                               |
| 66,33      | 41° 14′ 31″ N, 81° 15′ 36″ W | 334 m | Harper Ditch               |                        | Portage                      |                                                                                               |
| 76,64      | 41° 16′ 55″ N, 81° 8′ 31″ W  | 308 m | Black Creek                |                        | Portage                      | bei SR-700 Welshfield Limaville Road zwischen SR-254 (Pioneer Trail) und CR-224 (Hankee Road) |
| 79,15      | 41° 22′ 35″ N, 81° 9′ 4″ W   | 333 m | Sawyer Brook               |                        | Geauga                       | bei Main Market Road (US-422) und Claridon Troy Road                                          |
| 83,29      | 41° 22′ 30″ N, 81° 12′ 13″ W | 342 m | Bridge Creek               |                        | Geauga                       |                                                                                               |
| 84,9       | 41° 26′ 25″ N, 81° 9′ 6″ W   | 333 m | West Branch Cuyahoga River |                        | Geauga                       |                                                                                               |
| 84,9       | 41° 26′ 25″ N, 81° 9′ 5″ W   | 333 m | East Branch Cuyahoga River |                        | Geauga und Lake              |                                                                                               |

Die angegebene Höhe einiger dieser Nebenflüsse weicht vom jeweiligen Niveau des Cuyahoga River ab, weil diese Wasserläufe über kleinere Wasserfälle oder Stromschnellen einmünden.